# Harmonéon

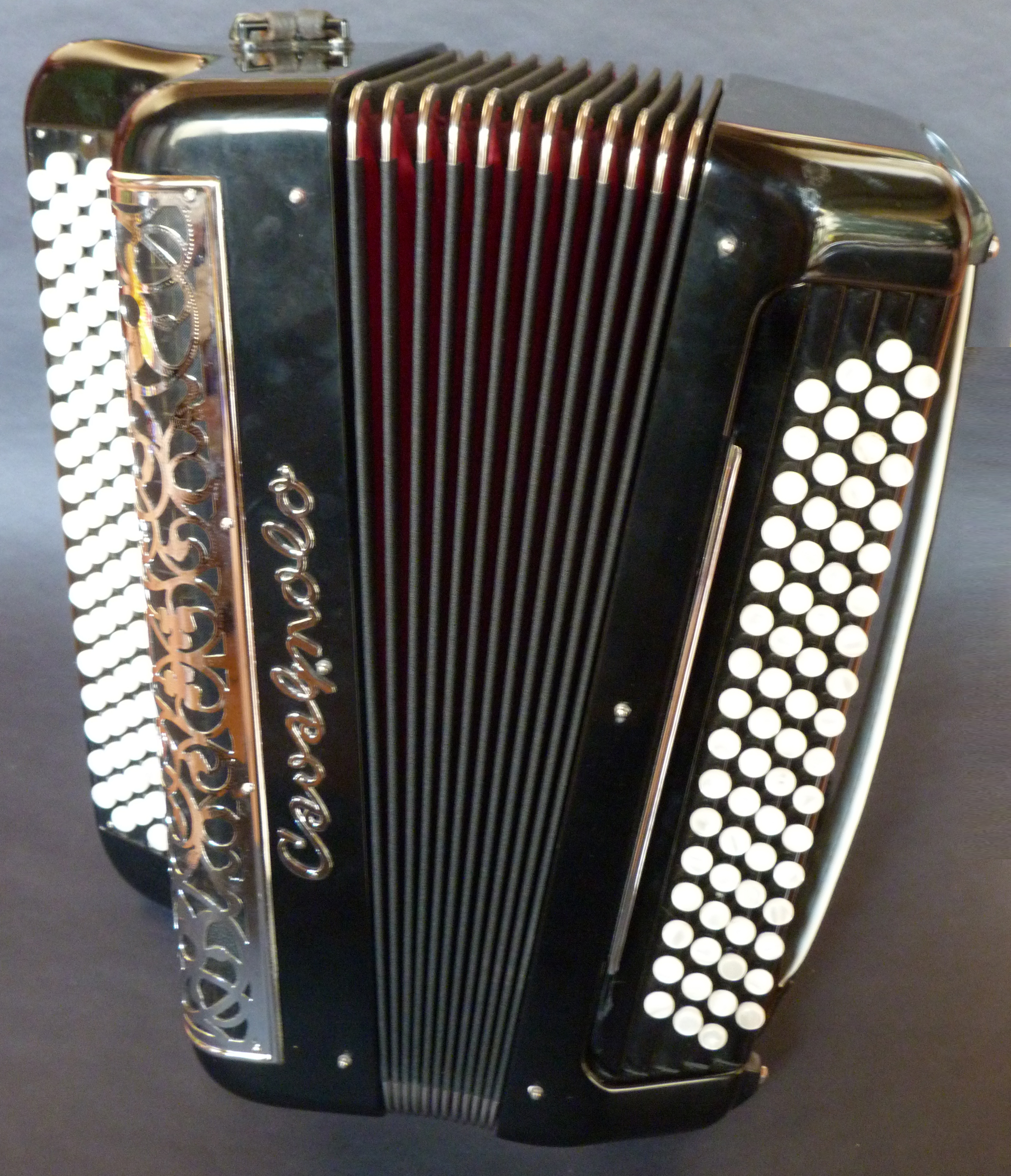
Un harmonéon (1985).

 (mars 2014).
Si vous disposez d'ouvrages ou d'articles de référence ou si vous connaissez des sites web de qualité traitant du thème abordé ici, merci de compléter l'article en donnant les références utiles à sa vérifiabilité et en les liant à la section « Notes et références ».
L'harmonéon est un instrument de musique inventé en 1948, le brevet ne sera déposé qu'en 1952 par Pierre Monichon. Il est enseigné dans les conservatoires depuis 1974.
Cet instrument est un accordéon à basses chromatiques, qui se différencie des autres modèles à basses chromatiques (dont les premiers exemplaires datent de 1912) par l'utilisation de boutons de même taille que pour le clavier main droite et une organisation des notes uniquement symétrique à celle du clavier main droite.
Jeune professeur d'accordéon, la motivation initiale de Pierre Monichon était, à 23 ans, de faire de son instrument un instrument de concert à part entière. 

## Création
Les accords préparés, caractéristiques de la main gauche dite de basses standard de l'accordéon, étaient le sujet de polémiques musicales entretenues par le fait que certains y voyaient un progrès technique identitaire de l'accordéon tandis que d'autres les considéraient comme une grave lacune. Avec ce mécanisme la moitié du clavier produit des accords de trois sons figés mécaniquement, dans un ambitus restreint à une septième majeure, tandis que l'autre moitié ne produit mélodiquement que les douze sons les plus graves. Il va sans dire qu'il n'est pas possible avec ce type de clavier d'associer la main gauche de l'accordéoniste à un jeu polyphonique au sens large avec la main droite. Les accords, comme les basses, ne pouvant être octaviés, il fallait concevoir un clavier main gauche de nature mélodique identique à celle de la main droite. On a donc rajouté ce type de clavier mélodique avec des systèmes tels que le bayan ou encore l'accordéon dit à basses rapportées dès le début du XXe siècle.
L'innovation de l'harmonéon de Pierre Monichon est, en 1948, dans la suppression pure et simple des basses standard et de ses accords préparés, au profit d'un seul clavier de main gauche. Sa conception complètement mélodique,identique à celle de la main droite, mais dans une tessiture plus grave, permet une approche homogène sur le plan digital dans la polyphonie. C'est le fabricant "Busato" qui construira le premièr instrument. Il faut savoir que Pierre Monichon donnait des cours de musique aux enfants de la famille Busato. Par la suite, les fabricants Cavagnolo, Crosio, Maugein et accodiola mirent ce modèle sur leurs catalogues. Joué en France, en Hollande, en Allemagne, ce système était un peu en sommeil. Il se trouve que cette idée qui s'appuie sur une réalité musicale refait surface avec un regain d’intérêt important.

## Développements ultérieurs
Des innovations plus récentes, dues à Joël Louveau, permettent d'aller plus loin dans la volonté de symétrie à propos de l'harmonéon, notamment grâce à une architecture de caisses identiques des deux côtés du soufflet en 1989.  La technique du Tri-Clavier de Maurice Tatin/Joël Louveau permet également de retrouver le seul bénéfice offert par les basses standard de l'accordéon : faire entendre à la main gauche des sons graves de basses pédales simultanément avec des accords dans le médium dans un ambitus que ne permet pas l’empan naturel sur un seul clavier mélodique. Mais les basses pédales du Tri-Clavier permettent cette fois d'octavier et de renverser tous les accords à volonté, étant donné que ces accords ne sont pas produits par la mécanique mais par appui digital.
Un peu délaissé en France ce système revient au devant de la scène avec une forte demande chez les concertistes notamment allemands. De nouveaux fabricants produisent ce type d'instrument.